# Per tutti
Per tutti è il terzo album in studio del cantante italiano Riccardo Sinigallia, pubblicato il 20 febbraio 2014 dalla Sugar Music.
Le canzoni Prima di andare via ed Una rigenerazione sono state presentate al Festival di Sanremo 2014.

## Tracce
1. E invece io – 7:12
2. Prima di andare via – 3:51
3. Una rigenerazione – 3:45
4. Io e Franchino – 3:17
5. Per tutti – 6:31
6. 13 07 2010 – 2:11
7. Le ragioni personali – 3:26
8. Che non è più come prima – 4:29
9. Tu che non conosci – 3:30

## Classifiche
| Classifica (2014) | Posizione massima |
| ----------------- | ----------------- |
| Italia            | 28                |